# Jelmer van der Zee
Jelmer van der Zee (Belt-Schutsloot, 25 juni 1973) was tot mei 2014 wethouder voor GroenLinks in Weststellingwerf. Hij was verantwoordelijk voor de portefeuille milieu, welzijn, onderwijs, sport en zorg.
Daarvoor bekleedde hij dezelfde functie in Enschede. Hij was in Enschede verantwoordelijk voor milieu, leefomgeving, landbouw, groen, dierenwelzijn en het buitengebied. Daarnaast was hij stadsdeelwethouder voor oost. Tussen 2000 en 2006 was hij gemeenteraadslid en fractievoorzitter in Enschede.